# Roquebrune-Cap-Martin
Roquebrune-Cap-Martin (Ròcabruna Caup Martin på occitansk, Roccabruna-Capo Martino på italiensk) er en fransk kommune i Alpes-Maritimes-departmentet i det sydlige Frankrig. Kommunen ligger mellem Monaco og Menton. Kommunens navn skiftede fra Roquebrune på grund af forvekslinger med byen Roquebrune-sur-Argens, der ligger i et nabodepartement ved Rivieraen.
Indtil 1860 var Roquebrune-Cap-Martin og Menton en del af Fyrstedømmet Monaco. 

## Andet
På rådhuset i Roquebrune-Cap-Martin blev den daværende danske udenrigsminister og senere statsminister Jens Otto Krag i 1959 viet til den danske skuespiller Helle Virkner.